# Thranius multinotatus
Thranius multinotatus es una especie de escarabajo longicornio del género Thranius, tribu Thraniini, subfamilia Cerambycinae. Fue descrita científicamente por Pic en 1922.

## Descripción
Mide 12-15 milímetros de longitud.

## Distribución
Se distribuye por China, Laos y Vietnam.